# Jacques Meunier
Jacques Meunier, né à Melun le 29 mai 1941 et mort à Paris 15e le 4 février 2004, est un écrivain, poète et grand voyageur français.
Ethnologue de formation, il séjourne six années en Amazonie ; ce séjour lui inspire Le Chant du Silbaco, une enquête à caractère politique et ethnologique qui est traduit en huit langues. Il est également collaborateur du quotidien Le Monde.

## Biographie
Après des études à la Sorbonne, il enseigne deux ans en Suède et séjourne cinq ans en Amazonie. Il publie, en 1969, Le Chant du Silbaco, premier livre consacré au génocide et à l’ethnocide des tribus du bassin amazonien. 
En 1970, il épouse Anne-Marie Savarin : leur fille Fanny naît en 1971. Il poursuit ses recherches et collabore régulièrement au quotidien Le Monde et à France-Culture.
D’un séjour de quatre mois en Colombie, il rapporte Les Gamins de Bogota (JC Lattès, 1977). Il voyage ensuite aux États-Unis, en Asie et en Océanie. Trois livres suivent : Le Monocle de Joseph Conrad (La Découverte, 1987), Voyage sans alibi (Flammarion, 1994) et On dirait des îles (Flammarion, 1999). Ami de Bruce Chatwin et de Nicolas Bouvier, présent pendant plus de dix ans au festival Étonnants Voyageurs de Saint-Malo, ses ouvrages sont traduits dans une dizaine de langues (anglais, japonais, italien, hongrois, polonais, suédois, néerlandais…). 
Jacques Meunier meurt le 4 février 2004 dans le 15e arrondissement de Paris, à l'âge de 62 ans. Incinéré au crématorium du Père-Lachaise, ses cendres sont ensuite déposées au columbarium du cimetière de Barbizon.

## Œuvres

### Ouvrages ethnologiques et de voyages
- Le Chant du Silbaco, Éditions et Publications premières, 1969 (avec Anne-Marie Savarin) ; réédition sous le titre Massacre en Amazonie : le chant de Silbaco, Éditions J'ai lu coll. « L'Aventure aujourd'hui » no A251, 1970 ; réédition sous le titre Le Chant du Silbaco : Chronique amazonienne, Phébus, 1991 ; réédition, Payot, 1993  (ISBN 978-2228885638).
- Les Mythes de Vendredi : une préméditation de l'ethnocide - les mythes du bon et du mauvais sauvage, Paris: Fayard, 1972 (avec Anne-Marie Savarin).
- Les Gamins de Bogota, Paris: Jean-Claude Lattès, 1977 ; réédition, Métailié, coll. « Traversées », 1989 ; réédition, Payot, coll. « Petite bibliothèque Payot : Voyageurs » no 397, 2000  (ISBN 978-222-889376-3).
- Le Monocle de Joseph Conrad, La Découverte, 1991  (ISBN 2-7071-1683-1) ; réédition, Payot, coll. « Petite bibliothèque Payot : documents » no 150, 1993  (ISBN 978-2228886741).
- Petit précis d'exotisme, in Michel Chaillou (dir.) Pour une littérature voyageuse, Bruxelles: Complexe, 1992, 1999 (collectif), p. 141 - 152  (ISBN 2-87027-789-X).
- Voyages sans alibi, Paris: Flammarion, 1994  (ISBN 978-2080663252).
- On dirait des îles, Paris: Flammarion, coll. « Étonnants Voyageurs », 1999  (ISBN 2-08-067161-8).

### Poésie
- Fatrasies, Paris, 1972 (préface de Jacques Lanzmann).
- Manifeste pour un minimum de poésie, Lachenal et Ritter, 1986  (ISBN 2904388176) (préface de Gilles Lapouge, dessins de Roland Topor).